# جان پین (تیرانداز)
جان پین (انگلیسی: John Paine؛ ۸ آوریل ۱۸۷۰ – ۲ اوت ۱۹۵۱) یک تیرانداز اهل ایالات متحده آمریکا بود.
از افتخارات وی میتوان به کسب مدال طلا تپانچه جنگی ۲۵ متر در بازی‌های المپیک تابستانی ۱۸۹۶ اشاره کرد.